# Shawn Matthias
Shawn Matthias, född 19 januari 1988, är en kanadensisk före detta professionell ishockeyspelare. Han spelade i NHL för klubbarna Florida Panthers, Vancouver Canucks, Toronto Maple Leafs, Colorado Avalanche och Winnipeg Jets
Han draftades i andra rundan i 2006 års draft av Detroit Red Wings som 47:e spelare totalt.

## Statistik

### Klubbkarriär
| 2004–05    | Belleville Bulls     | OHL        | 37  | 1  | 1  | 2   | 15  | 3  | 0  | 0 | 0  | 0  |
| 2005–06    | Belleville Bulls     | OHL        | 67  | 13 | 21 | 34  | 42  | 6  | 3  | 0 | 3  | 2  |
| 2006–07    | Belleville Bulls     | OHL        | 64  | 38 | 35 | 73  | 61  | 15 | 13 | 5 | 18 | 10 |
| 2007–08    | Belleville Bulls     | OHL        | 53  | 32 | 47 | 79  | 50  | 1  | 1  | 0 | 1  | 0  |
| 2007–08    | Florida Panthers     | NHL        | 4   | 2  | 0  | 2   | 2   | —  | —  | — | —  | —  |
| 2008–09    | Florida Panthers     | NHL        | 16  | 0  | 2  | 2   | 2   | —  | —  | — | —  | —  |
| 2008–09    | Rochester Americans  | AHL        | 61  | 10 | 10 | 20  | 16  | —  | —  | — | —  | —  |
| 2009–10    | Florida Panthers     | NHL        | 55  | 7  | 9  | 16  | 10  | —  | —  | — | —  | —  |
| 2009–10    | Rochester Americans  | AHL        | 27  | 6  | 7  | 13  | 12  | 7  | 2  | 5 | 7  | 7  |
| 2010–11    | Florida Panthers     | NHL        | 51  | 6  | 10 | 16  | 16  | —  | —  | — | —  | —  |
| 2011–12    | Florida Panthers     | NHL        | 79  | 10 | 14 | 24  | 49  | 7  | 0  | 1 | 1  | 6  |
| 2012–13    | EHC Black Wings Linz | EBEL       | 4   | 1  | 2  | 3   | 0   | —  | —  | — | —  | —  |
| 2012–13    | Florida Panthers     | NHL        | 48  | 14 | 7  | 21  | 16  | —  | —  | — | —  | —  |
| 2013–14    | Florida Panthers     | NHL        | 59  | 9  | 7  | 16  | 14  | —  | —  | — | —  | —  |
| 2013–14    | Vancouver Canucks    | NHL        | 18  | 3  | 4  | 7   | 12  | —  | —  | — | —  | —  |
| 2014–15    | Vancouver Canucks    | NHL        | 78  | 18 | 9  | 27  | 16  | 6  | 1  | 1 | 2  | 10 |
| 2015–16    | Toronto Maple Leafs  | NHL        | 51  | 6  | 11 | 17  | 12  | —  | —  | — | —  | —  |
| 2015–16    | Colorado Avalanche   | NHL        | 20  | 6  | 5  | 11  | 8   | —  | —  | — | —  | —  |
| 2016–17    | Winnipeg Jets        | NHL        | 45  | 8  | 4  | 12  | 13  | —  | —  | — | —  | —  |
| 2017–18    | Winnipeg Jets        | NHL        | 27  | 1  | 2  | 3   | 10  | —  | —  | — | —  | —  |
| NHL totalt | NHL totalt           | NHL totalt | 551 | 90 | 84 | 174 | 180 | 13 | 1  | 2 | 3  | 16 |

### Internationellt
| År            | Lag           | Turnering     | Resultat      |    | Matcher | Mål | Assist | Poäng | Utv |
| ------------- | ------------- | ------------- | ------------- | -- | ------- | --- | ------ | ----- | --- |
| 2006          | Kanada        | U18-VM        | 4:a           | 7  | 1       | 0   | 1      | 2     |     |
| 2008          | Kanada        | WJC           | 1             | 7  | 3       | 1   | 4      | 4     |     |
| Junior totalt | Junior totalt | Junior totalt | Junior totalt | 14 | 4       | 1   | 5      | 6     |     |